# William Wyld
 (octobre 2013).
Pour les articles homonymes, voir Wyld.
William Wyld, né le 17 janvier 1806 à Londres et mort le 25 décembre 1889 à Paris 9e, est un peintre anglais.

## Biographie
Né dans une famille de riches négociants depuis plusieurs générations, William Wyld a très tôt un goût prononcé pour le dessin. Il reçoit à l'âge de six ans le matériel de dessin d'un oncle également talentueux, mort jeune d'une chute de cheval.
Ayant perdu son père en 1826, des relations de famille le firent nommer, grâce à l'homme politique George Canning, secrétaire du consulat britannique de Calais. Il y fut l'adjoint de lord Granville et rencontra l'aquarelliste François Louis Thomas Francia, admirateur et ami du célèbre aquarelliste Thomas Girtin et professeur de Richard Parkes Bonington, qui habitait Calais. Wyld, très avenant et se liant facilement d'amitié, prit des cours avec lui. La mort du protecteur de la famille, Canning, le 8 août 1827, met un coup d’arrêt à la carrière diplomatique de Wyld qui a arrêté ses études trop tôt. Grâce à l'un de ses amis, John Lewis Brown, négociant et grand collectionneur des aquarelles de Bonington, il trouve l'opportunité de faire avec lui le commerce du vin de Champagne depuis Épernay jusqu'en Angleterre.
Pendant les périodes creuses, il met à profit son temps libre pour dessiner et peindre avec son ami, à travers toute la France. C'est dans une diligence, lors d'un trajet de Dieppe à Rouen, qu'il fait la connaissance d'Horace Vernet, alors au sommet de sa gloire. Wyld travaille six ans comme négociant, de 1827 à 1833. Il en profite pour nouer des relations avec l'aristocratie locale et pour acquérir une connaissance profonde de la viticulture. Il souhaite toujours être peintre et ne retarde son départ que pour permettre à son jeune frère d'être en âge de pouvoir lui succéder dans son travail de négociant.
Il part pour Alger avec son ami le baron de Vialar. Ce dernier tombe amoureux du pays, achète une maison, s'installe et devient membre du Conseil Général. Wyld demeure six mois chez lui. Ce pays, qui venait d'être conquis de fraîche date (1830), avait été visité quelque temps auparavant par Isabey et Delacroix. Il s'apprête à quitter l'Algérie lorsqu'il apprend que Horace Vernet est à bord d'un navire de guerre en rade d'Alger, ce dernier étant maintenant directeur de l'Académie de France à Rome et faisant route vers l'Italie, cela faisait six ans que les deux hommes s'étaient rencontrés dans la diligence. Wyld se présente à bord du navire et est immédiatement reconnu par Vernet qui l'encourage à faire de la peinture son métier et qu'il n'avait jamais douté que cela arriverait un jour. Il lui propose de venir avec lui à Rome où il lui promet de lui procurer de quoi subvenir à ses besoins. Pour ce qui était du voyage, il le lui offrait puisque voyageant de façon officielle. 
Arrivé à Rome, il reçoit des commandes de peintures orientalistes de l'entourage de Vernet, notamment du sculpteur Bertel Thorvaldsen dont Vernet avait fait le portrait quelques années auparavant. Admiratif de Michel-Ange et de Raphaël, après six mois à Rome, il décide faire, avec un compagnon, vraisemblablement Émile-Aubert Lessore de le tour complet de l'Italie à pied. Le 1er janvier 1834, ils franchissent dans une charrette le col du Simplon sous une tempête de neige. Il s'installe à Paris et les commandes de sujets orientalistes et d'architecture vénitienne affluent. Il devient connu du public et présente une toile de 2 mètres de large, Venice at Sunrise, au Salon de 1839 où il obtient la 1re médaille d'or de 3e classe.
Il fréquente, toujours grâce à Vernet, les milieux artistiques les plus en vue de la monarchie et se lie d'amitié avec Ary Scheffer et Paul Delaroche. Il semble faire un voyage en Algérie et en Égypte en 1844. Il entreprend en 1845 un voyage en Bretagne où il noue des amitiés, en particulier avec la comtesse de Tromelin, née Mathilde Devin de Belleville, chez qui il séjourne. Le titre de son tableau, Chemin à Ploujean, atteste de la force de leur relation. On le trouve à Fougères en Ille-et-Vilaine puis à Morlaix dans le Finistère. Avec la révolution de 1848, il rentre en Angleterre où il peint toujours des sujets orientalistes. Il devient membre de la « New Water-Colour Society ». Il connaît auprès des hommes d'affaires de Manchester un énorme succès, il réalise de grandes compositions aux détails fouillés et très soignés. Cette ville possède encore un grand nombre de ses œuvres. En 1852, il est invité par la Reine qui admire son travail, dans sa résidence d'été de Balmoral pour qu'il en dessine les environs. Il continuera par la suite à habiter à Paris et à exposer aux différents Salons. Il fut certainement invité aux festivités lors de la visite de la reine Victoria en France en 1855 où il réalisa la magnifique vue du château de Saint-Cloud. La souveraine était le premier chef d'État britannique en visite depuis 1520. Wyld participe à cette Exposition de 1855 au Pavillon des Arts, à la demande du ministre français des beaux-arts, le comte Émilien de Nieuwerkerke. Il reçoit à cette occasion la Légion d'honneur. Il reste actif jusqu'à son dernier souffle et s'éteint le 25 décembre 1889 à son domicile parisien.
Il est inhumé au cimetière de Montmartre, dans la 18e division, sous le pont Caulaincourt, il repose avec son épouse, Marie-Antoinette Adam et son gendre, le marchand et expert en tableaux Richard-Howard Tripp, (1849-1919) lequel avait épousé la fille unique du peintre, Antonia Wyld le 14 septembre 1882 à l'ambassade Britannique.

## Galerie

Œuvres de William Wyld
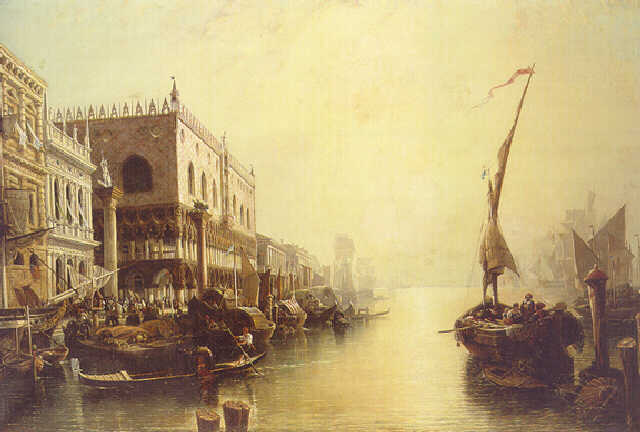
Palais des Doges de Venise, 1839.[réf. nécessaire]
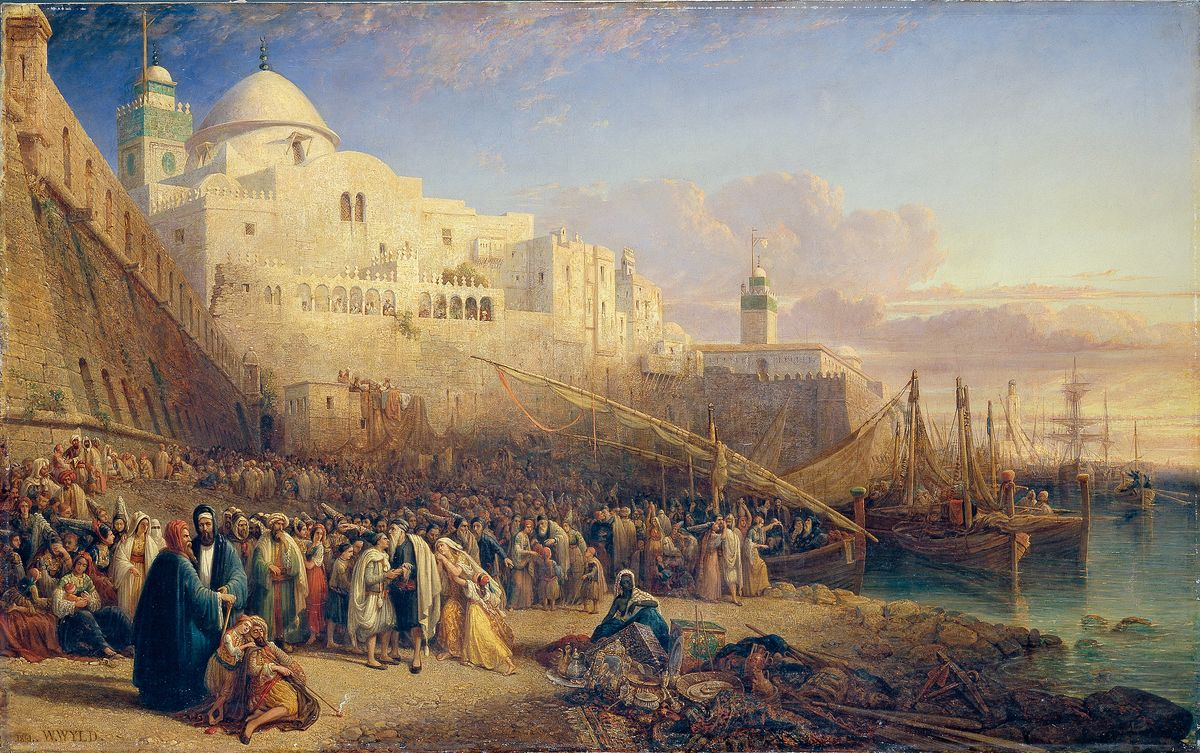
William Wyld, Le Départ d'Israélites pour la Terre sainte (scène algérienne), 1841 musée des Beaux-Arts de Lyon
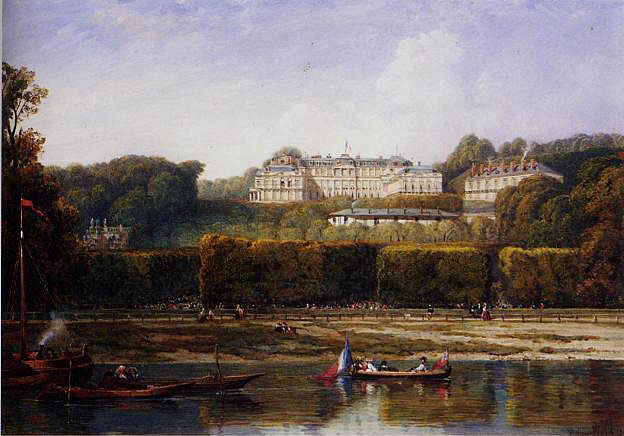
Château de Saint-Cloud, 1855.[réf. nécessaire]
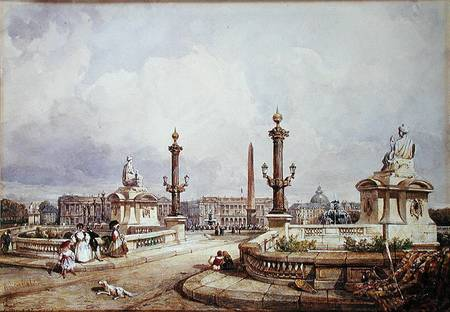
Place de la Concorde, musée Carnavalet, Paris
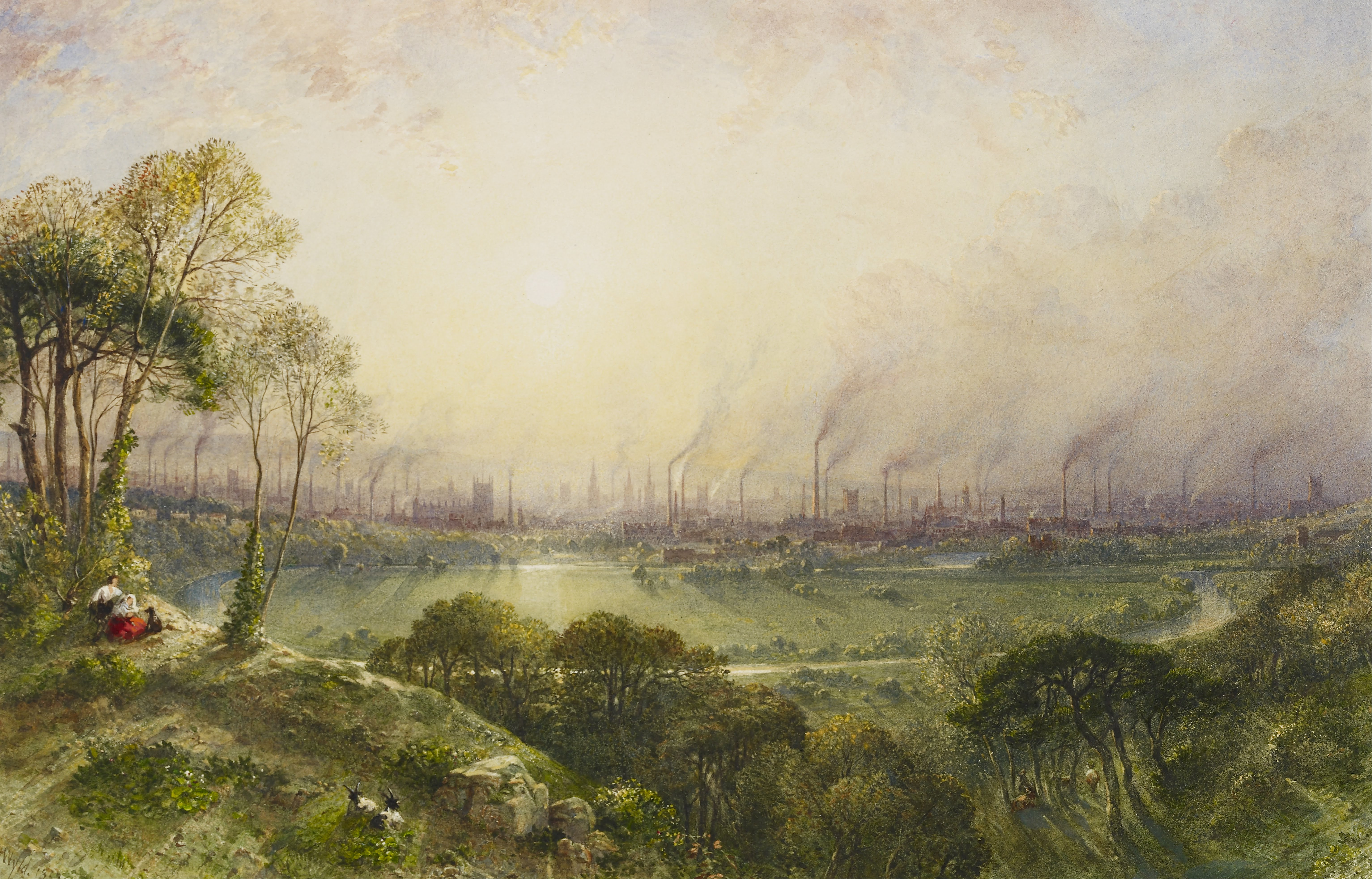
Manchester vue de Kersal Moor, 1852, Royal Collection
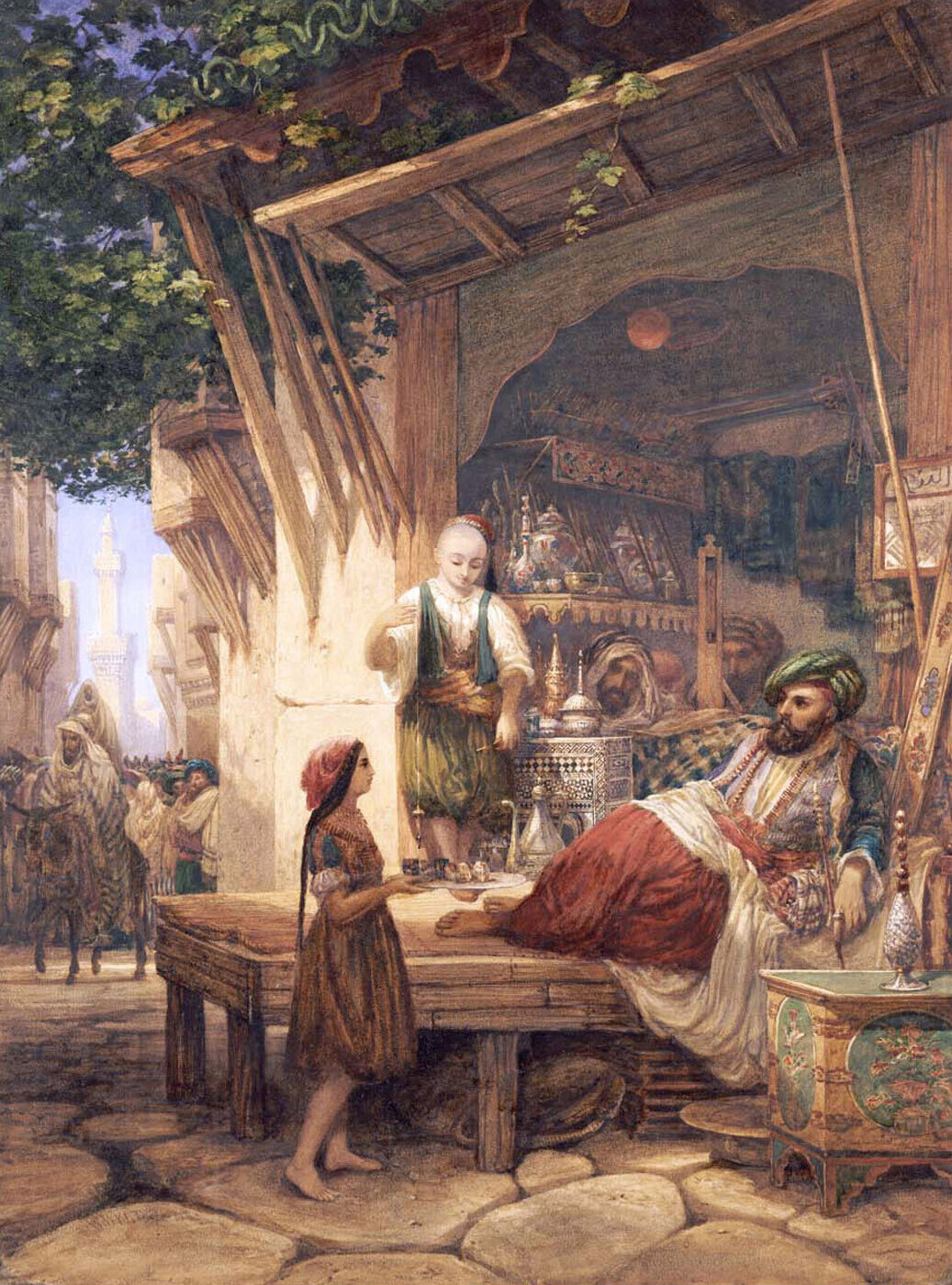
Rue de Bab Azoun à Alger

## Collections publiques
Estampes
- 1833, Fête mauresque à Alger, avec Émile, Aubert Lessore, tirée par Étienne, Pierre Charles Motte (1785-1836), Bibliothèque nationale de France
- Vers 1834, Album Vénitien, composé de douze vues lithographiées par W.Wyld et Émile, Aubert Lessore, Bibliothèque nationale de France
- 1838, Le Panthéon, musée Carnavalet, Paris

Œuvres graphiques
- Vers 1833, la rive Schiavoni à Venise, aquarelle, Williamson Art Gallery and Museum, Birkenhead; Moorlands House, Leek[2]; et collections privées
- 1833, La rue de la Porte d'Alger, Henry E. Hurtington Librairy and Art Gallery San Marino, Californie
- Vers 1837, La Place de la Concorde, gouache et aquarelle, musée Carnavalet, Paris
- Vers 1840, Les Tuileries, aquarelle et gouache, musée Carnavalet, Paris
- 1855, Vue du Château de Saint-Cloud, aquarelle et gouache, Royal Library Windsor Castle
- 1870, Saint-Cloud, aquarelle sur papier vélin, musée des beaux-arts de San Francisco
- Paysage avec une maison, aquarelle et gouache, musée du Louvre, Paris[3]
- Saint Marc et le palais des doges à Venise, aquarelle, 28 x 44 cm, Gray (Haute-Saône), musée Baron-Martin

Peintures
- Nuremberg, musée Harris à Preston
- 1869, Le Mont Saint-Michel vue prise à Avranches, acquis par l'État français, non localisé
- Les chutes de Tivoli, Victoria and Albert Museum Londres
- Le Départ d'Israélites pour la Terre sainte (scène algérienne), 1841, musée des beaux-arts de Lyon
- Vue prise à Sorente, ou Paysage italien, musée des beaux-arts de Rouen[4]
- Musée des Jacobins à Morlaix (Finistère)
- Château de Windsor Angleterre

## Expositions
- 1839 : Salon du Louvre
- 1841 : Salon de la Royal Academy
- 1848 : British Institution
- Exposition universelle de 1851 à Londres
- Exposition universelle de 1855 à Paris (section française)
- 2008 : Les Orientalistes, exposition au musée national des beaux-arts d'Alger